# Elina lefebvrei
Elina lefebvrei is een vlinder uit de onderfamilie Satyrinae van de familie Nymphalidae. De wetenschappelijke naam van de soort is voor het eerst geldig gepubliceerd in 1823 door Félix Édouard Guérin-Méneville.